# كيدرمينستر هاريرز
نادي كيدرمينستر هاريرز لكرة القدم (بالإنجليزية: Kidderminster Harriers F.C.)‏ هو نادي كرة قدم بريطاني تأسس في 1886، ويلعب في دوري الدرجة الخامسة الإنجليزي.

## وصلات خارجية
- الموقع الرسمي